# VSB-30

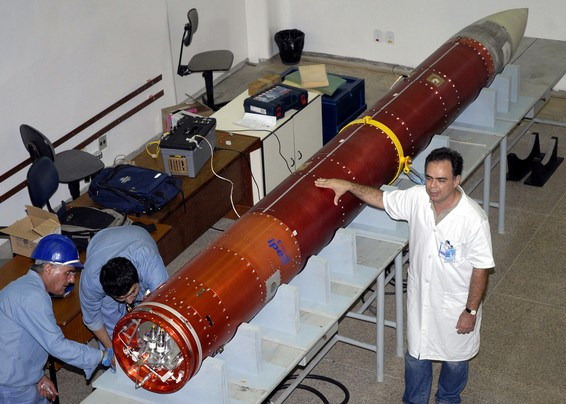
整備中のVSB-30

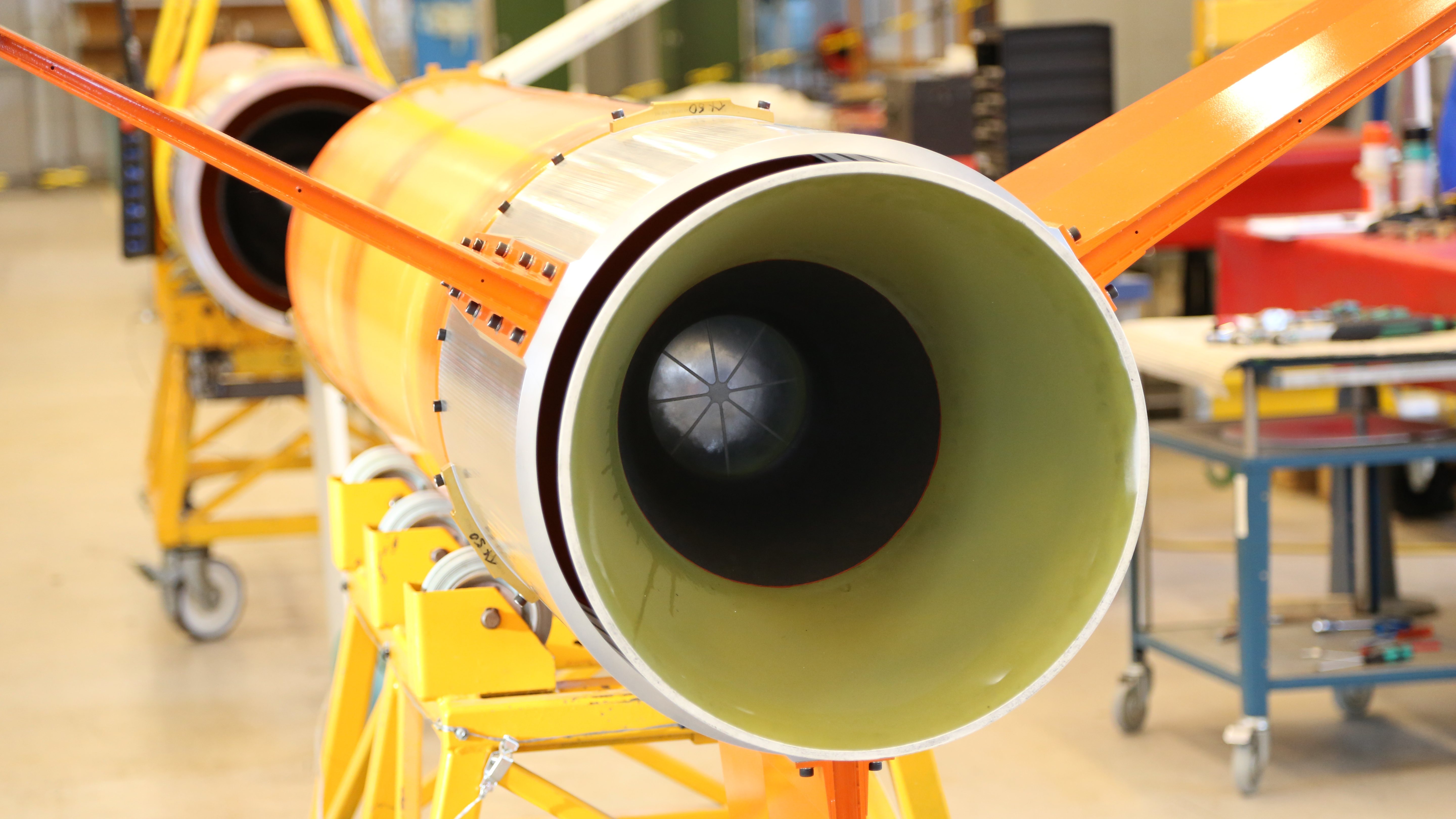
VSB-30のノズル

VSB-30はブラジルの観測ロケット。407kgの物体を高度260kmまで打ち上げられる。S-31とS-30ブースターによる二段式弾道ロケット。アルカンタラ射場より2004年10月23日に初めて打ち上げられた。エスレンジでは、観測ロケットとして使用されていたイギリスのSkylarkに代わって使用され、2005年12月1日に打ち上げられた。